# جيرمانتاون (ميريلاند)
جيرمانتاون (بالإنجليزية: Germantown, Maryland)‏ مدينة في مقاطعة مونتغومري بولاية ماريلاند بالولايات المتحدة الأمريكية. ويبلغ عدد سكانها 86395 وذلك في عام 2010 ا، جيرمانتاون هي ثالث أكثر الأماكن اكتظاظا بالسكان في ولاية ماريلاند، بعد مدينة بالتيمور

## التركيبة السكانية
حدّد مكتب تعداد الولايات المتحدة بيانات التركيبة السكانية لجيرمانتاون في تعداد الولايات المتحدة. في ما يلي، التركيبة السكانية حسب تعدادي 2000 و2010.

### تعداد عام 2000
بلغ عدد سكان جيرمانتاون 55,419 نسمة بحسب تعداد عام 2000، وبلغ عدد الأسر 20,893 أسرة وعدد العائلات 14,115 عائلة مقيمة في المنطقة السكنية. في حين سجلت الكثافة السكانية 1,979.2 نسمة لكل كيلومتر مربع (5,126.1/ميل2). وبلغ عدد الوحدات السكنية 21,568 وحدة بمتوسط كثافة قدره 770.3 لكل كيلومتر مربع (1,995.1/ميل2).
وتوزع التركيب العرقي للمنطقة السكنية بنسبة 62.20% من البيض و19.13% من الأمريكيين الأفارقة و0.34% من الأمريكيين الأصليين و9.84% من الأمريكيين ذوي الأصول الآسيوية و0.07% من سكان جزر المحيط الهادئ و4.22% من الأعراق الأخرى و4.20% من عرقين مختلطين أو أكثر و10.21% من الهسبانيون أو اللاتينيون من أي عرق.
بلغ عدد الأسر 20,893 أسرة كانت نسبة 43.4% منها لديها أطفال تحت سن الثامنة عشر تعيش معهم، وبلغت نسبة الأزواج القاطنين مع بعضهم البعض 49.8% من أصل المجموع الكلي للأسر، ونسبة 13.7% من الأسر كان لديها معيلات من الإناث دون وجود شريك، بينما كانت نسبة 4.1% من الأسر لديها معيلون من الذكور دون وجود شريكة وكانت نسبة 32.4% من غير العائلات. تألفت نسبة 23.5% من أصل جميع الأسر من عدة أفراد يعيشون في نفس المنزل ونسبة 1.8% كانت تتألف من شخص يعيش بمفرده يبلغ من العمر 65 عاماً أو أكثر. وبلغ متوسط حجم الأسرة المعيشية 2.65، أما متوسط حجم العائلات فبلغ 3.19.
بلغ العمر الوسطي للسكان 31.3 عاماً. وكانت نسبة 28.9% من القاطنين تحت سن الثامنة عشر، وكانت نسبة 7.7% بين الثامنة عشر والرابعة والعشرين عاماً، ونسبة 43% كانت واقعةً في الفئة العمرية ما بين الخامسة والعشرين والرابعة والأربعين عاماً، ونسبة 17.3% كانت ما بين الخامسة والأربعين والرابعة والستين، ونسبة 3.1% كانت ضمن فئة الخامسة والستين عاماً فما فوق. يوجد لكل 100 أنثى 94.9 ذكر، ويوجد لكل 100 أنثى في الثامنة عشر من عمرها فما فوق 90.6 ذكر.
بلغ متوسط دخل الأسرة في المنطقة السكنية 57,411 دولارًا، أما متوسط دخل العائلة فبلغ 60,489 دولارًا. وكان متوسط دخل الذكور 42,394 دولارًا مقابل 36,575 دولارًا للإناث. وسجل دخل الفرد الخاص بالمنطقة السكنية 25,431 دولارًا. وكانت نسبة 4.1% من العائلات ونسبة 4.5% من السكان تحت خط الفقر، وكان من هؤلاء نسبة 5.4% تحت سن الثامنة عشر ونسبة 14.5% في الخامسة والستين من العمر وما فوق.

### تعداد عام 2010
بلغ عدد سكان جيرمانتاون 86,395 نسمة بحسب تعداد عام 2010، وبلغ عدد الأسر 30,531 أسرة وعدد العائلات 21,780 عائلة مقيمة في المنطقة السكنية. في حين سجلت الكثافة السكانية 3,085.5 نسمة لكل كيلومتر مربع (7,991.4/ميل2). وبلغ عدد الوحدات السكنية 31,807 وحدة بمتوسط كثافة قدره 1,136 لكل كيلومتر مربع (2,942.2/ميل2).
وتوزع التركيب العرقي للمنطقة السكنية بنسبة 45.82% من البيض و22.53% من الأمريكيين الأفارقة و0.43% من الأمريكيين الأصليين و19.78% من الأمريكيين ذوي الأصول الآسيوية و0.04% من سكان جزر المحيط الهادئ و6.56% من الأعراق الأخرى و4.83% من عرقين مختلطين أو أكثر و18.45% من الهسبانيون أو اللاتينيون من أي عرق.
بلغ عدد الأسر 30,531 أسرة كانت نسبة 43.5% منها لديها أطفال تحت سن الثامنة عشر تعيش معهم، وبلغت نسبة الأزواج القاطنين مع بعضهم البعض 52% من أصل المجموع الكلي للأسر، ونسبة 14.7% من الأسر كان لديها معيلات من الإناث دون وجود شريك، بينما كانت نسبة 4.7% من الأسر لديها معيلون من الذكور دون وجود شريكة وكانت نسبة 28.7% من غير العائلات. تألفت نسبة 22.2% من أصل جميع الأسر من عدة أفراد يعيشون في نفس المنزل ونسبة 3% كانت تتألف من شخص يعيش بمفرده يبلغ من العمر 65 عاماً أو أكثر. وبلغ متوسط حجم الأسرة المعيشية 2.83، أما متوسط حجم العائلات فبلغ 3.34.
بلغ العمر الوسطي للسكان 33.7 عاماً. وكانت نسبة 27.3% من القاطنين تحت سن الثامنة عشر، وكانت نسبة 8.1% بين الثامنة عشر والرابعة والعشرين عاماً، ونسبة 34.7% كانت واقعةً في الفئة العمرية ما بين الخامسة والعشرين والرابعة والأربعين عاماً، ونسبة 24.9% كانت ما بين الخامسة والأربعين والرابعة والستين، ونسبة 5.1% كانت ضمن فئة الخامسة والستين عاماً فما فوق. وتوزع التركيب الجنسي للسكان بنسبة 48% ذكور و52% إناث.

## المناخ
يظهر الجدول التالي التغييرات المناخية على مدار السنة لجيرمانتاون:
| البيانات المناخية لـجيرمانتاون    | البيانات المناخية لـجيرمانتاون | البيانات المناخية لـجيرمانتاون | البيانات المناخية لـجيرمانتاون | البيانات المناخية لـجيرمانتاون | البيانات المناخية لـجيرمانتاون | البيانات المناخية لـجيرمانتاون | البيانات المناخية لـجيرمانتاون | البيانات المناخية لـجيرمانتاون | البيانات المناخية لـجيرمانتاون | البيانات المناخية لـجيرمانتاون | البيانات المناخية لـجيرمانتاون | البيانات المناخية لـجيرمانتاون | البيانات المناخية لـجيرمانتاون |
| الشهر                             | يناير                          | فبراير                         | مارس                           | أبريل                          | مايو                           | يونيو                          | يوليو                          | أغسطس                          | سبتمبر                         | أكتوبر                         | نوفمبر                         | ديسمبر                         | المعدل السنوي                  |
| --------------------------------- | ------------------------------ | ------------------------------ | ------------------------------ | ------------------------------ | ------------------------------ | ------------------------------ | ------------------------------ | ------------------------------ | ------------------------------ | ------------------------------ | ------------------------------ | ------------------------------ | ------------------------------ |
| الدرجة القصوى °ف (°م)             | 78 (26)                        | 82 (28)                        | 89 (32)                        | 95 (35)                        | 96 (36)                        | 100 (38)                       | 105 (41)                       | 102 (39)                       | 99 (37)                        | 91 (33)                        | 85 (29)                        | 80 (27)                        | 105 (41)                       |
| متوسط درجة الحرارة الكبرى °ف (°م) | 40 (4)                         | 44 (7)                         | 53 (12)                        | 65 (18)                        | 73 (23)                        | 81 (27)                        | 85 (29)                        | 83 (28)                        | 76 (24)                        | 65 (18)                        | 55 (13)                        | 44 (7)                         | 64 (18)                        |
| متوسط درجة الحرارة الصغرى °ف (°م) | 27 (−3)                        | 29 (−2)                        | 36 (2)                         | 46 (8)                         | 55 (13)                        | 64 (18)                        | 69 (21)                        | 67 (19)                        | 60 (16)                        | 48 (9)                         | 39 (4)                         | 31 (−1)                        | 48 (9)                         |
| أدنى درجة حرارة °ف (°م)           | −13 (−25)                      | −12 (−24)                      | 5 (−15)                        | 18 (−8)                        | 28 (−2)                        | 35 (2)                         | 38 (3)                         | 39 (4)                         | 28 (−2)                        | 20 (−7)                        | 10 (−12)                       | −1 (−18)                       | −13 (−25)                      |
| الهطول إنش (مم)                   | 2.88 (73)                      | 2.81 (71)                      | 3.61 (92)                      | 3.22 (82)                      | 4.13 (105)                     | 3.49 (89)                      | 3.67 (93)                      | 2.90 (74)                      | 3.83 (97)                      | 3.29 (84)                      | 3.53 (90)                      | 3.00 (76)                      | 40.36 (1٬026)                  |
| المصدر:                           |                                |                                |                                |                                |                                |                                |                                |                                |                                |                                |                                |                                |                                |

## أعلام
- ستيف أرماس
- بروس موراي
- ليه جيرمان